# Vesneanka, Starokosteantîniv
Vesneanka (în ucraineană Веснянка) este localitatea de reședință a comunei Vesneanka din raionul Starokosteantîniv, regiunea Hmelnîțkîi, Ucraina.

## Demografie
Componența lingvistică a localității Vesneanka
     Ucraineană (97,98%)
     Rusă (1,9%)
     Alte limbi (0,12%)
Conform recensământului din 2001, majoritatea populației localității Vesneanka era vorbitoare de ucraineană (97,98%), existând în minoritate și vorbitori de rusă (1,9%).